# Chen Wen-huei
Chen Wen-huei (chiń. 陳玟卉; pinyin Chén Wénhuì; ur. 23 lutego 1997) – tajwańska sztangistka, brązowa medalistka igrzysk olimpijskich.
W 2021 roku, w kategorii wagowej do 64 kg (waga średnia) otrzymała złoty medal na mistrzostwach Azji w Taszkencie a także brązowy medal na igrzyskach olimpijskich w Tokio, przegrywając jedynie z Kanadyjką Maude Charron i Włoszką Giorgią Bordignon. W tym samym roku na mistrzostwach świata uzyskała w dwuboju wynik 232 kg i otrzymała srebrny medal.